# Celina (Musikerin)

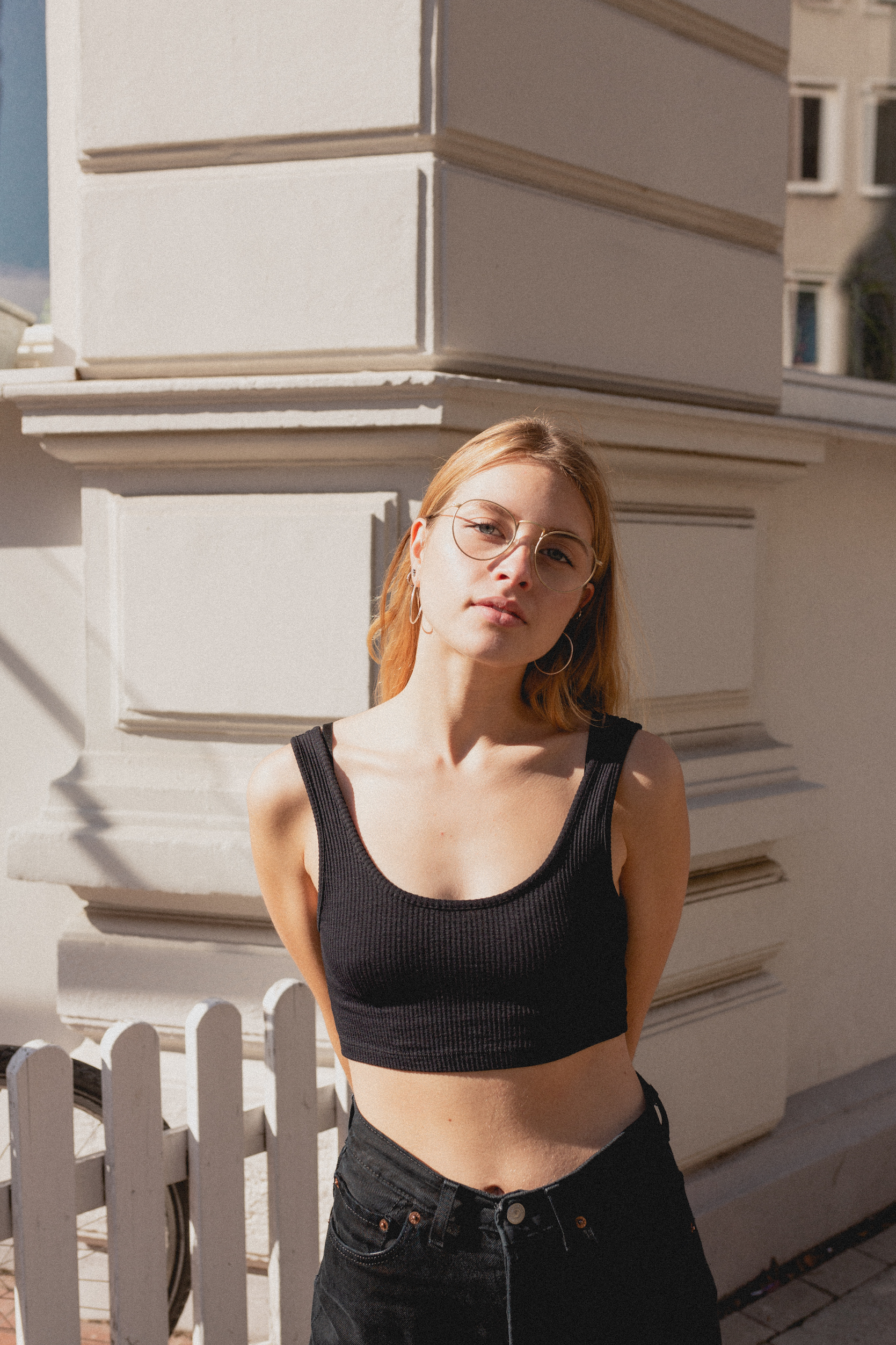
Celina (2020)

Celina (* 8. Juni 2000 in Hameln; bürgerlich Jeannine Celina Schultheiß) ist eine deutsche Singer-Songwriterin und Popmusik-Künstlerin.

## Werdegang
Celina kam schon früh mit Musik in Kontakt. Bereits als Kind sang sie  mit ihrer Mutter und im Chor. Der Vater brachte Celina die ersten Schritte auf der Akustik-Gitarre bei. Mit 10 Jahren begann sie Gesangsunterricht zu nehmen und zwei Jahre später kam noch Keyboard-Unterricht hinzu. Mit 14 Jahren absolvierte Celina erste Auftritte auf Sommerfesten und in der Schule.
Während Celina 2015 in Bournemouth, England zur Schule ging, brachte sie sich selbst weiter das Gitarrenspiel bei und fing an Straßenmusik zu machen. In den darauf folgenden Jahren führte sie die Straßenmusik in Deutschland fort und spielte zusätzlich immer mehr Hochzeiten, Stadtfeste und Firmenevents.
2018, nach ihrem  Abitur mit musischem Schwerpunkt und weiteren Erfahrungen in der schuleigenen Big-Band und im Kammerchor, begann Celinas Teilnahme bei The Voice. Dort sang  sie sich bis in die dritte Runde (Viertelfinale).
2019 unterzeichnete sie einen Künstlervertrag bei Milch Musik, einem jungen Musiklabel aus Berlin, gegründet von Joshua Lange, Peter Plate und Ulf Leo Sommer. Zeitgleich begann sie ein PR-Studium an der Hochschule in Hannover.
Im Oktober 2019 erschien Celinas erste Single „Wenn das nichts wird“.
Am 5. November 2021 erschien das Debüt-Album „911“.

## Diskografie

### Singles
- 2019: Wenn das nichts wird
- 2019: Nochmal zurück
- 2020: Sekunde 1
- 2020: Wie es ist
- 2020: Spürst du das?
- 2021: Still (feat. BANGERZ)
- 2021: Koffein
- 2021: Fake Smile (Losse feat. Celina)
- 2021: 911

### Alben
- 2021: 911